# طواف مصر 2016
طواف مصر 2016 (بالإنجليزية: Tour of Egypt 2016 )‏ هو سباق دراجات هوائية، وهو الموسم رقم 27 من نفس السباق، وأقيم خلال الفترة 28 ديسمبر 2015، وحتى 2 يناير 2016، وامتدّ لمسافة 569 كيلومتر، وهو أحد سباقات طواف أفريقيا للدراجات 2016.

## الفرق
| فرق وطنية (6)- فريق السعودية لركوب الدراجات 2016‏ - فريق مصر لركوب الدراجات للرجال 2016‏ - فريق مصر لركوب الدراجات 2016‏ - فريق الأردن لركوب الدراجات للرجال 2016‏ - فريق المغرب لركوب الدراجات 2016 ‏ - فريق تونس لركوب الدراجات 2016‏ فريق نادي الدراجات- WV West-Frisia‏ |  |
| |  |

## المراحل
| المرحلة   | التاريخ   | الدورة                | type                   | المسافة (كم) | الفائز بالمرحلة                     | القائد العام       |
| --------- | --------- | --------------------- | ---------------------- | ------------ | ----------------------------------- | ------------------ |
| المرحلة 1 | 28 ديسمبر | شرم الشيخ – شرم الشيخ | مرحلة سباق الزمن فردي  | 7            | إسلام شوقي ‏                         | إسلام شوقي ‏        |
| المرحلة 2 | 29 ديسمبر | شرم الشيخ – شرم الشيخ | مرحلة مستوية           | 160          | Soufiane Sahbaoui ‏                  | Soufiane Sahbaoui ‏ |
| المرحلة 3 | 30 ديسمبر | شرم الشيخ – شرم الشيخ | مرحلة مستوية           | 170          | إسلام شوقي ‏                         | Soufiane Sahbaoui ‏ |
| المرحلة 4 | 31 ديسمبر | شرم الشيخ – شرم الشيخ | مرحلة سباق الزمن للفرق | 54           | فريق مصر لركوب الدراجات للرجال 2015‏ | إسلام شوقي ‏        |
| المرحلة 5 | 2 يناير   | شرم الشيخ – شرم الشيخ | مرحلة مستوية           | 178          | إسلام رمضان ‏                        | Mounir Makhchoun ‏  |

## وصلات خارجية
- طواف مصر 2016 على موقع إحصائيات الدراجات الإحترافية (الإنجليزية)